# Thank You (메간 트레이너의 음반)
《Thank You》는 미국의 싱어송라이터 메간 트레이너의 두 번째 메이저 레이블 정규 앨범이다. 에픽 레코드는 2016년 5월 13일, 애플 뮤직에서 1주간 독점 스트리밍한 후 이 음반을 발매했다. 트레이너는 작곡가 제이콥 캐셔 힌들린과 음반 프로듀서 리키 리드와 함께 대부분의 곡을 공동 작업했다. 댄스, 힙합, 펑크, 캐리비안 음악 등 다양한 장르에서 영향을 받은 트레이너는 이 음반을 통해 자신의 음악적 다재다능함을 보여주고자 했다. 이 음반에는 요 가티, 런치머니 루이스, 트레이너의 어머니, R. 시티가 피처링으로 참여했다.
《Thank You》는 팝, 댄스 팝, 알앤비를 기반으로 하며, 자기 수용, 자기 계발, 그리고 트레이너가 경험한 명성에 대한 이야기를 다룬다. 트레이너는 공개 행사와 TV 공연을 통해 음반을 홍보했으며, 발매 후 Untouchable Tour (2016)를 진행했다. 이 음반에는 세 개의 싱글이 포함되어 있다. 〈No〉와 〈Me Too〉는 각각 미국 빌보드 핫 100 차트에서 3위와 13위를 기록했으며, 〈Better〉도 싱글로 발매되었다.
평론가들은 《Thank You》에 대해 엇갈린 반응을 보였다. 일부는 이 음반의 프로덕션이 트레이너의 메이저 레이블 데뷔 음반인 《Title》(2015)보다 발전했다고 평가했으나, 다른 이들은 예술적 정체성이 부족하고 가사적 주제가 단조롭다고 비판했다. 이 음반은 미국에서 첫 주 107,000장의 앨범 등가 단위를 기록하며 빌보드 200 차트 3위로 데뷔했다. 또한 오스트레일리아, 캐나다, 뉴질랜드, 스코틀랜드, 영국에서 톱 5에 진입했으며, 미국과 캐나다에서 플래티넘 인증을 받았다.

## 곡 목록
- 스탠다드 버전

| #            | 제목                                 | 재생 시간 |
| ------------ | ------------------------------------ | --------- |
| 1.           | 〈Watch Me Do〉                      | 2:49      |
| 2.           | 〈Me Too〉                           | 3:01      |
| 3.           | 〈No〉                               | 3:33      |
| 4.           | 〈Better (feat. 요 가티)〉           | 2:47      |
| 5.           | 〈Hopeless Romantic〉                | 4:05      |
| 6.           | 〈I Love Me (with 런치머니 루이스)〉 | 2:47      |
| 7.           | 〈Kindly Calm Me Down〉              | 3:58      |
| 8.           | 〈Woman Up〉                         | 3:28      |
| 9.           | 〈Just a Friend to You〉             | 2:44      |
| 10.          | 〈I Won't Let You Down〉             | 3:20      |
| 11.          | 〈Dance Like Yo Daddy〉              | 3:03      |
| 12.          | 〈Champagne Problems〉               | 3:42      |
| 총 재생 시간 | 총 재생 시간                         | 39:17     |

- 디럭스 버전

| #            | 제목                          | 재생 시간 |
| ------------ | ----------------------------- | --------- |
| 13.          | 〈Mom (feat. Kelli Trainor)〉 | 3:14      |
| 14.          | 〈Friends〉                   | 3:30      |
| 15.          | 〈Thank You (feat. 록 시티)〉 | 3:25      |
| 총 재생 시간 | 총 재생 시간                  | 49:26     |

- 타깃, 미디어 마켓, 믹스업 MX 독점 보너스 트랙

| #            | 제목               | 재생 시간 |
| ------------ | ------------------ | --------- |
| 16.          | 〈Goosebumps〉     | 3:41      |
| 17.          | 〈Throwback Love〉 | 3:14      |
| 총 재생 시간 | 총 재생 시간       | 56:21     |

- 일본판

| #            | 제목                     | 재생 시간 |
| ------------ | ------------------------ | --------- |
| 18.          | 〈No (Karaoke Version)〉 | 3:33      |
| 19.          | 〈Good to Be Alive〉     | 3:47      |
| 총 재생 시간 | 총 재생 시간             | 63:41     |